# Elmar Müller (Fußballtrainer)
Elmar Müller (* 21. Februar 1948) ist ein deutscher Fußballtrainer.

## Karriere
Als Spieler war Müller beim SV Setzen und bei den Sportfreunden Siegen aktiv. Schon mit 28 Jahren wurde er Trainer bei unterklassigen Vereinen, zunächst eine Saison bei SuS Niederschelden und von 1977 bis 1979 beim VfB Wissen. 1979 übernahm er in der Oberliga Westfalen das Kommando bei seinem ehemaligen Verein, den Sportfreunden Siegen; hier war er bis 1984 Trainer. Zwei Jahre in der Oberliga Nordrhein beim FV Bad Honnef folgten. Nach diesem Engagement ging er zunächst in die Verbandsliga Westfalen zum VSV Wenden, nach wenigen Monaten ersetzte er jedoch im September 1986 Jürgen Nehme beim Zweitligisten KSV Hessen Kassel, dessen erste Mannschaft er bis April 1987 betreute. Sein Nachfolger in Kassel wurde Werner Biskup.
Die Saison 1988/89 sah Müller in der Oberliga Südwest beim FSV Salmrohr, ehe er in der Saison 1989/90 in die Zweite Liga zurückkehrte. Beim Aufsteiger Preußen Münster wurde er nach dem 26. Spieltag durch Ernst Mareczek ersetzt. Unvergessen bleibt unter Müllers Verantwortung der 1:0-Sieg der Preußen im Parkstadion beim FC Schalke 04 am 10. September 1989.
Am elften Spieltag der Saison 1995/96 übernahm Müller das Traineramt beim Bonner SC in der Regionalliga West/Südwest, wurde jedoch nach nur fünf Spielen wieder entlassen.